# محمد علي الدين
محمد علي الدين (14 يونيو 1968 - 27 مايو 2010) كان ممثل مصري شارك في العديد من الأفلام والمسرحيات أبرزها أريد خلعا (2005)، خيانة مشروعة (2006) والريس عمر حرب (2008) وكانت آخر أعماله قبل وفاته فيلم عسل إسود. وأشتهر بشخصية سمعان الجد اليهودي البخيل في برنامج ربع مشكل.

## وفاته
توفي في 27 مايو 2010 بعد صراع مع مرض السرطان.

## أعماله

### أفلام
- 2001:لي لي (فيلم قصير)
- 2001:رشة جريئة
- 2001:اللبيس
- 2002:معالي الوزير
- 2002:سحر العيون
- 2004:كليفتي
- 2004:سيب وأنا أسيب
- 2005:واحد كابوتشينو
- 2005:بحبك وبموت فيك
- 2005:أريد خلعاً
- 2006:ملك وكتابة
- 2006:كلام في الحب
- 2006:عبده مواسم
- 2006:خيانة مشروعة
- 2007:خليك في حالك
- 2007:الحب كده
- 2007:التوربيني
- 2008:على جنب يا أسطى
- 2008:الزمهلوية
- 2008:الريس عمر حرب
- 2008:الراهب الصامت
- 2008:آخر كلام
- 2010:الطريق الدائري
- 2010:الهاربتان
- 2010:عائلة ميكي
- 2010:عسل إسود

### مسلسلات
- 2000:ليلة مقتل العمدة
- 2002:فارس بلا جواد
- 2002:فارس العرب
- 2002:شباب أون لاين 1
- 2002:ديدي ودوللي
- 2002:بلد المحبوب
- 2002:انظر حولك وابتسم
- 2003:ملك روحي
- 2003:شباب أون لاين 2
- 2003:حكايات زوج معاصر
- 2003:أدهم وزينات والثلاث بنات
- 2004:مصر الجديدة
- 2004:بطة وأخواتها
- 2004:أوراق مصرية ج3
- 2004:القاهرة منفلوط والعكس
- 2005:مسائل عائلية جدا
- 2006:مطعم تشي توتو (المطعم)
- 2006:شخلول
- 2006:جراج
- 2006:تامر وشوقية ج1
- 2006:السندريلا
- 2007:سكة اللي يروح
- 2007:راجل وست ستات ج2
- 2007:خليها على الله
- 2007:الدالي ج1
- 2007:أزهار
- 2007:أحلامك أوامر
- 2008:هيمة - أيام الضحك والدموع
- 2008:ليل الثعالب
- 2008:لمبه شو
- 2008:كافيه تشينو
- 2008:طيارة ورق
- 2008:رست هاوس
- 2008:راسين في الحلال
- 2008:جريمة على الساحل الشمالي
- 2008:العيادة ج1
- 2008: 7 شارع السعادة
- 2009:هانم بنت باشا
- 2009:نوسة وبسبوسة
- 2009:مسلسلات كوم
- 2009:كان كده بقي كده
- 2009:عصابة بابا وماما
- 2009:بيت العيلة ج1
- 2009: 6 ميدان التحرير
- 2010:مش ألف ليلة وليلة
- 2010:شريف ونص ج2
- 2010:سنوات الحب والملح
- 2010:ربع مشكل
- 2010:راجل وست ستات ج6
- 2010:جمهورية نعمات
- 2010:أيام الحب والشقاوة
- 2010:أهل كايرو
- 2010:أغلى من حياتي